# Factor X (programa de televisión colombiano)
El Factor X es un concurso de talentos colombiano, cuyo objetivo se centra en encontrar nuevos talentos en la industria del canto y la música nacional. Este formato fue la primera adaptación latinoamericana del exitoso programa británico The X Factor, creado por Simon Cowell en 2004.
La primera temporada se estrenó en el año 2005 y, desde entonces, se han emitido otras tres ediciones. El concurso es producido por Teleset y emitido por el Canal RCN. La competencia se subdivide en diferentes fases: las audiciones, los campos de entrenamiento y las galas en vivo.
Durante las tres primeras ediciones, el panel de jurados estuvo integrado por José Gaviria, Marbelle y Juan Carlos Coronel. A su vez, la conducción principal corrió por cuenta de Andrea Serna, con los comentarios en backstage de Cony Camelo. Para la cuarta temporada, Gaviria repitió su rol de juez, acompañado por la cantante española Rosana y el grupo de latin pop Piso 21; mientras que los presentadores oficiales fueron Karen Martínez, Mauricio Vélez y Laura González.
Hasta el momento, son cuatro los participantes que han obtenido el triunfo: Julio César Meza, Francisco Villarreal, el dúo Siam y Madeiro. Los ganadores reciben un contrato de grabación con el sello discográfico RCN Music y una millonaria suma de dinero como recompensa, además de un automóvil.
El Factor X es uno de los programas de telerrealidad más vistos y de mayor respuesta del público en el país, con buenos índices de audiencia en todas sus ediciones, y con convocatorias que superan las 50 000 audiciones en todo el territorio nacional. De hecho, la primera temporada logró posicionarse en el tercer lugar de los programas más vistos en 2005.

## Historia
El comienzo de El Factor X en Colombia estuvo enmarcado por un viaje realizado por el reconocido productor de televisión Frank Scheuermann a Cannes, en el sur de Francia. Allí, le presentaron el formato del reality The X Factor, el cual estaba gozando de gran éxito. Cuando regresó a tierras colombianas, Scheuermann le explicó la idea a la presentadora Andrea Serna, quien era su esposa en ese entonces. Ella quedó fascinada con la propuesta e indicó que, si en un futuro, RCN Televisión se animaba a llevar a cabo el programa, presentaría casting para ser la conductora del mismo. De este modo, se aprobó el proyecto y, semanas más tarde, Serna fue llamada para dedicarse de lleno al concurso.
La primera edición fue estrenada en septiembre de 2005 y contó con un acompañamiento general del público, recibiendo muy buenos comentarios. Tal fue su éxito, que el día del estreno se ubicó como el programa más visto en su franja horaria. Previamente a su lanzamiento, se había emitido un pequeño adelanto donde se mostraron algunas imágenes del proceso de convocatorias y la mecánica de la competencia.
Aprovechando la acogida de los espectadores, a principios de 2006 fue puesto en el mercado un disco recopilatorio con las mejores presentaciones de los participantes y, en febrero del mismo año, se comenzó la transmisión de la segunda temporada.
En el año 2009, luego de realizar dos ediciones del show infantil El Factor Xs (2006-2007) y una versión con figuras reconocidas en la industria del entretenimiento, titulada El Factor X: La batalla de las estrellas (2006), RCN Televisión decidió volver al ruedo con la idea original, por lo que comenzó la producción de la tercera temporada. En esta oportunidad, el premio correspondió al monto de COL$ 300 000 000, los cuales fueron distribuidos entre la grabación de un disco y un video con RCN Televisión, una gira promocional nacional, un viaje a los premios Grammy Latinos y un automóvil último modelo, además de una considerable suma en efectivo.
Tras 11 años de haber finalizado la última transmisión (en su formato original), el programa tenía planeado volver en el año 2020, bajo la conducción de Karen Martínez, Mauricio Vélez y Laura González. Sin embargo, debido a los sucesos generados a raíz de la pandemia de COVID-19, el concurso tuvo que ser pospuesto, razón por la cual se retrasaron las grabaciones. En diciembre de ese año, RCN notificó que el reality saldría al aire el 16 de enero de 2021 y confirmó la participación como jurado, una vez más, de José Gaviria, en compañía de la española Rosana y la agrupación Piso 21. Además, contó con la presencia del compositor/productor bogotano Nabález como coach.

## Formato

### Idea
El objetivo del juego es convertir a personas comunes y corrientes en artistas musicales. Para esto, se tienen a tres jurados, quienes poseen a su cargo una de las tres categorías: De 16 a 24 años, Mayores de 25 años y Grupos. Cada juez cuenta con un equipo de trabajo independiente en la sección de imagen y entrenamiento vocal. 

### Etapas
Al inicio, se realiza una gira de audiciones por todo el país para reunir a personas con talento. Los escogidos son aquellos que cuentan con el voto de confianza de, por lo menos, dos de los jurados. Éstos se dirigen a Bogotá, a un lugar denominado “Campos de Entrenamiento”. En él, los elegidos se enfrentan entre sí, cantando pistas escogidas por ellos mismos o por su mentor según sea el caso. El jurado va eliminando por fases a los que considere que no poseen la suficiente capacidad para continuar compitiendo. Finalmente, el mentor deberá elegir una baraja de entre cuatro y seis participantes que representarán a la categoría en las galas, donde comienza la competencia real.
Cada semana se hace una ronda de galas. Al finalizar la semana, quedarán dos participantes amenazados al ser los menos votados por el público. Estos dos participantes cantan nuevamente para luego escuchar la decisión de los entrenadores respecto a quién debe abandonar la competencia.
El ganador es el participante que logra llegar con éxito a la gran final y contar con la mayor votación por parte de la audiencia.

## Equipo del programa

### Jueces
| Jurado              | Descripción                              | Estilo musical              | Temporadas |
| ------------------- | ---------------------------------------- | --------------------------- | ---------- |
| José Gaviria        | Productor, cantante y compositor         | Rock, Pop, Balada romántica | 1-5        |
| Marbelle            | Cantante y actriz                        | Tecnocarrilera              | 1-3        |
| Juan Carlos Coronel | Cantante, compositor y productor musical | Salsa, Bolero, Tropical     | 1-3        |
| Rosana              | Cantautora                               | Pop                         | 4-5        |
| Piso 21             | Agrupación musical                       | Pop latino, Reguetón        | 4-5        |
| Carolina Gaitán     | Cantante y actriz                        | Pop                         | 5          |

### Presentadores
| Presentador(a) | Descripción                                            | Rol       | Temporadas |
| -------------- | ------------------------------------------------------ | --------- | ---------- |
| Andrea Serna   | Presentadora de televisión, locutora de radio y modelo | Principal | 1-3        |
| Cony Camelo    | Actriz, cantante y presentadora                        | Backstage | 1-3        |
| Karen Martínez | Actriz, modelo y presentadora                          | Principal | 4          |
| Mauricio Vélez | Actor, comediante, presentador y cantante              | Principal | 4          |
| Laura González | Actriz, modelo y exreina de belleza                    | Backstage | 4          |
| Laura González | Actriz, modelo y exreina de belleza                    | Principal | 5          |
| Orlando Liñán  | Actor, presentador y cantante                          | Backstage | 5          |

## Temporadas
Perteneciente a la categoría "16–24s" / "Menores" 

     Perteneciente a la categoría de "Mayores de 25" / "Mayores" 

     Perteneciente a la categoría "Grupos" 
| Temporadas | Inicio                   | Final                   | Ganador(a)                  | Segundo lugar | Mentor ganador      | Presentador(a)                | Presentador(a) en backstage | Jurados                                     | Audiencia (personas) |
| ---------- | ------------------------ | ----------------------- | --------------------------- | ------------- | ------------------- | ----------------------------- | --------------------------- | ------------------------------------------- | -------------------- |
| 1          | 12 de septiembre de 2005 | 12 de diciembre de 2005 | Julio Meza                  | Enigma        | Juan Carlos Coronel | Andrea Serna                  | Constanza Camelo            | José Gaviria Marbelle Juan Carlos Coronel   | 14.5                 |
| 2          | 4 de febrero de 2006     | 24 de mayo de 2006      | Francisco Villarreal        | Mario Macuacé | Marbelle            | Andrea Serna                  | Constanza Camelo            | José Gaviria Marbelle Juan Carlos Coronel   | 11.7                 |
| 3          | 21 de julio de 2009      | 13 de octubre de 2009   | Siam                        | Raza Pana     | José Gaviria        | Andrea Serna                  | Constanza Camelo            | José Gaviria Marbelle Juan Carlos Coronel   | 11.8                 |
| 4          | 16 de enero de 2021      | 30 de mayo de 2021      | José David Madero "Madeiro" | No anunciado  | José Gaviria        | Karen Martínez Mauricio Vélez | Laura González              | José Gaviria Rosana Piso 21                 | 4.9                  |
| 5          | 29 de enero de 2022      | 7 de agosto de 2022     | Heyner Usprung              | No anunciado  | José Gaviria        | Laura González                | Orlando Liñán               | José Gaviria Rosana Piso 21 Carolina Gaitán | 3.9                  |

## Categorías
Cada miembro del jurado recibe una categoría para guiar y elige un número de candidatos (generalmente cuatro) para ir a las galas en vivo. La siguiente tabla muestra cada temporada, las categorías que hicieron parte de ella y los respectivos ganadores.
Clave:
     – Jurado / categoría ganadora. Los ganadores están en negrita.
| Temporada | José Gaviria | Juan Carlos Coronel | Marbelle |
| --------- | --- | --- | --- |
| 1         | 16-24 años Farina Yina Gallego Andrés Monsalve María Elisa Camargo                                                                           | Mayores de 25 Julio César Meza Jackson Mosquera Estrella Díaz Anabella Arbeláez                                                                         | Grupos Enigma Sin Límites Las Hijas de Doña Diana Las Gemelas Botero                                                       |
| 2         | Mayores de 25 Mario Marcelino Macuacé Juan Carlos Ángel Martha Trujillo Walter Daniel Martínez Luz Mary Gil                                  | Grupos Ébano Natalia y Marisol 5 Latinos Violeta Síntesis                                                                                               | 16-24 años Francisco Villarreal Bryan Visbal Juan Manuel Lina María Uribe Juanita Pérez                                    |
| 3         | Grupos Siam Raza Pana Son3 Sexto Sentido | 16-24 años Jorge Luis Medina Mosquera Adriana Redondo Montero Luz Ángela Pérez Espitaleta Juan David Becerra                                            | Mayores de 25 Edgardo José Escobar de Castro Juan Camilo Córdoba María Alejandra Díaz Huertas Natalia María Sierra Sánchez |
| Temporada | José Gaviria | Rosana | Piso 21 |
| 4         | Mayores José David Madero "Madeiro" Gustavo "Tavo" Botero Jeimy Lallemand Melissa Pérez "Lupe" Jeison Vargas Helman Martínez Alejandro Villa | Menores Karla Cajamarca "Anarkía" Erika Palacio "Áfrika Porto" Laura Cardona Zair Guette Alaska Gautier Lady Arias Ricardo Arteaga "Richie the Unicorn" | Grupos Simón y Julián Son Pasión Eva Maye y Óscar Coffee and Brown Grupo Melo Nova Voices                                  |

## Formatos similares

### El Factor Xs
Este concurso es muy parecido a El Factor X, con la particularidad de que se centra en el talento de niños entre 8 y 15 años. Hasta la fecha, se han emitido tres temporadas (2006, 2007, 2011), las cuales tuvieron grandes índices de audiencia a nivel nacional, probablemente por ser la primera competencia de este tipo para niños en Colombia.
El ganador de cada temporada fue merecedor de múltiples recompensas, entre ellas un instrumento musical, una bicicleta, una beca para estudiar canto, un viaje al Circo del Sol con su familia y la posibilidad de grabar un CD con RCN Music.

### El Factor X: La batalla de las estrellas
Esta edición especial se realizó únicamente entre celebridades y figuras reconocidas en la industria del espectáculo colombiano, por lo que el premio final fue destinado a la caridad. La emisión ocurrió en el año 2006 y la ganadora fue Luz Amparo Álvarez, perteneciente a la categoría Mujeres, liderada por José Gaviria.

### El Factor XF
En esta temporada, transmitida en 2015, sólo participaron grupos o duetos familiares. Cada uno de ellos debía tener, obligatoriamente, un niño entre los 8 y 15 años de edad. Los presentadores fueron Andrea Serna, Julio César Meza, Salomé Camargo y Shaira Peláez, junto a los jurados José Gaviria, Marbelle, Reykon y Juan Carlos Coronel. Durante esta versión del concurso, se conmemoraron los 10 años de El Factor X en Colombia, y tuvo como ganador al Dúo Herencia, de la categoría Mayores, dirigida por Reykon.

## Premios y nominaciones

### Premios India Catalina
| Año  | Categoría                          | Nominado(a)         | Resultado |
| ---- | ---------------------------------- | ------------------- | --------- |
| 2006 | Mejor nuevo formato                | Mejor nuevo formato | Nominado  |
| 2006 | Mejor revelación artística del año | Julio César Meza    | Ganador   |

### Premios TVyNovelas
| Año  | Categoría                            | Nominado(a)                       | Resultado |
| ---- | ------------------------------------ | --------------------------------- | --------- |
| 2006 | Mejor programa reality o concurso    | Mejor programa reality o concurso | Ganador   |
| 2007 | Mejor programa reality o concurso    | Mejor programa reality o concurso | Ganador   |
| 2007 | Mejor presentador de entretenimiento | Andrea Serna                      | Ganadora  |
| 2010 | Mejor programa reality o concurso    | Mejor programa reality o concurso | Ganador   |